# Социальное равенство
Социа́льное ра́венство — общественное устройство, при котором все члены общества обладают одинаковым статусом в определённой области.
Правовой аспект социального равенства заключается в равноправии (равенстве перед законом) — правила определения лидеров, права и обязанности лидеров, тогда как экономический подход рассматривает процесс распределения благ: право на работу, распределение ресурсов, равенство возможностей.

## История развития идеи
Конкретный смысл понятия «социальное равенство» менялся с развитием общества.
В античности проблема выбора между равенством и сословными привилегиями разрешалась Платоном и другими философами формулой «Каждому своё», означающей равенство внутри сословий и неравенство между сословиями.
В средневековой христианской философии концепция равенства нашла применение в религиозной норме «перед Богом все равны», и определяла отношение между человеком и Богом, но не общественные отношения индивидуумов или групп.
В эпоху Возрождения и в эпоху Просвещения концепция социального равенства вновь обретает светский характер, и философия задаётся вопросом о природном равенстве людей. Зарождение и развитие буржуазного общества привело к изменению взгляда на оценку заслуг перед обществом и соответствующее им распределение благ. Социальное положение объяснялось уже не принадлежностью к тому или иному сословию, касте и т. п., а личными качествами и заслугами индивида. Подобная революция во взглядах отразилась, в частности, в «Декларации прав человека и гражданина» и в лозунге «свобода, равенство и братство».
Идея расширения равенства с развитием индустриального общества была выдвинута социальными философами 19-го века, начиная с Сен-Симона и Токвиля. В своём труде «Демократия в Америке» Токвиль первым обратил внимание на такие ключевые проблемы демократии как соотношение и противоречие между идеями равенства и свободы, равенства и справедливости.
Социалистические учения выдвинули социальное равенство в качестве цели и идеала. Принцип равноправия при этом дополняется требованием фактического правового и морального равенства, равенства интеллектуальных благ и знания (борьба за всеобщее бесплатное обучение, за свободные школы, за доступную науку, литературу). Такое равенство должно быть осуществлено путём передачи средств производства в собственность всего общества.